# Itacarambi
Itacarambi é um município brasileiro no estado de Minas Gerais, Região Sudeste do país. Localiza-se no norte mineiro e ocupa uma área de 1 225 km². Sua população foi estimada em 17 208 habitantes em 2022. Situa-se na margem esquerda do rio São Francisco e se localiza a 660 quilômetros da capital estadual, Belo Horizonte.

## Etimologia
"Itacarambi" é originário do termo tupi itákarãî'y, que significa "rio das pedras arranhadas" (itá, pedra + karãî, arranhado +  'y, rio).

## História
- Fundação: 2 de março de 1962 (63 anos)

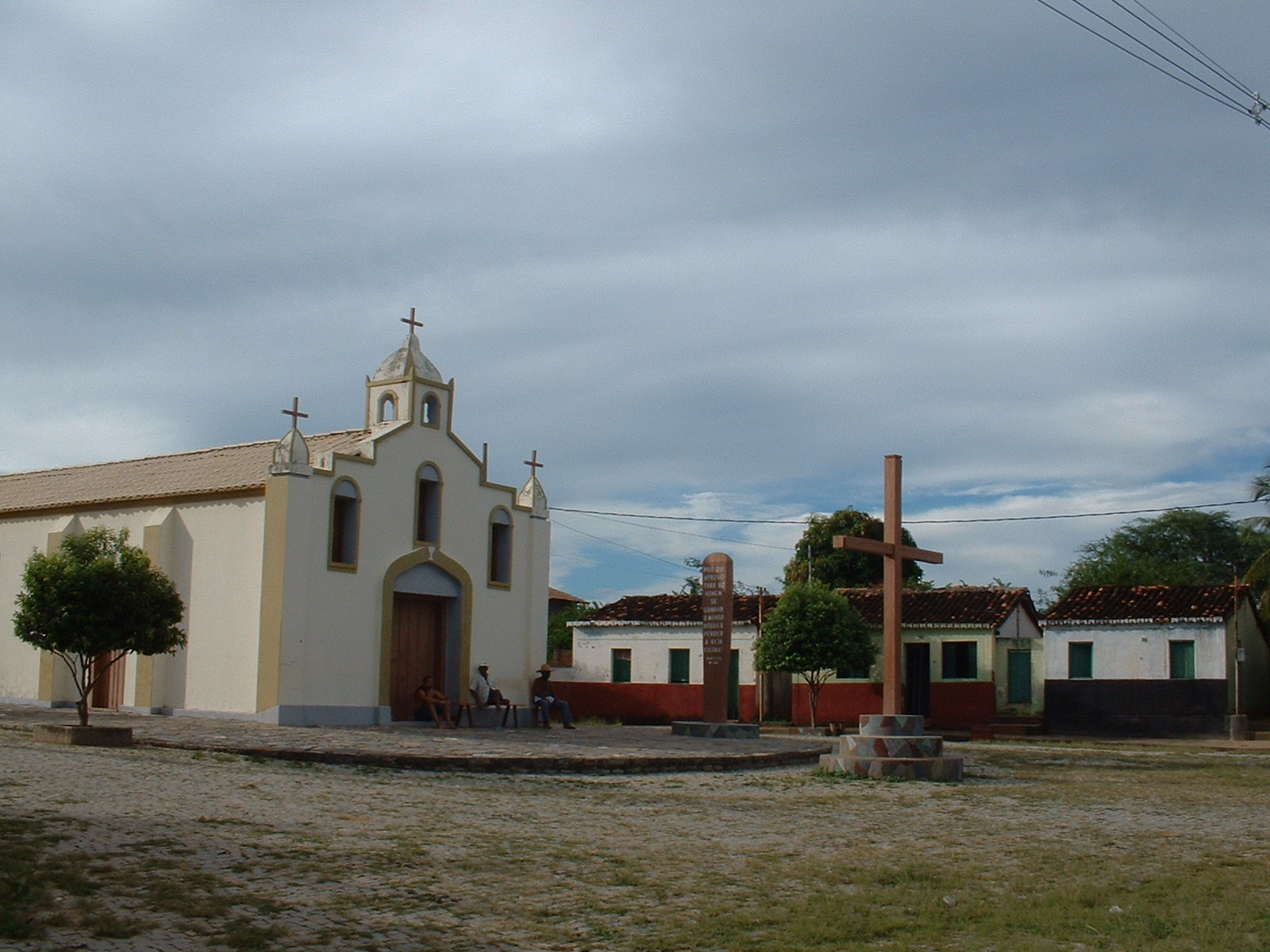
Igreja da cidade velha

A origem do município está no antigo distrito de São João das Missões, pertencente ao município de Januária. Foi extinto em 1836 e restaurado em 1864.
Vinte e seis anos mais tarde, a sede do distrito foi transferida para a povoação de Jacaré. O povoado, em 1926, passa a se chamar Itacarambi.
Em 1962, pela Lei Estadual nº 2764, Itacarambi foi elevada à categoria de município.

### Sismo
No dia 9 de dezembro de 2007, às 00:05 horas (UTC-3), ocorreu um tremor de terra de magnitude 4,9 na Escala Richter, na localidade de Caraíbas, provocando a morte de uma menina de cinco anos e ferimentos em seis pessoas, além de desalojar outras 380, atingindo as 75 casas do povoamento. Foi, portanto, considerado um dos primeiros tremores de terra com morte(s) registrado no país.

## Turismo
No Alto Médio São Francisco, o município oferece muitos lugares para o lazer e práticas esportivas, como praias fluviais e locais favoráveis para pescaria, além de grutas, como a Olhos d'Água, com 1 180 metros em seu eixo principal, que é considerada a quarta maior do país, atraindo visitantes não só da região mas de lugares distantes.

## Economia
A agropecuária é a base de sua atividade econômica, com cultivo de algodão e cereais. O gado é destinado ao corte e a produção de leite.
O município possui um complexo científico e cultural de importância mundial. O vale do Peruaçu abriga fauna típica, com destaque para várias aves e outros animais raros e ameaçados de extinção. O vale abrange cerca de 140 mil hectares, está situado na margem direita do São Francisco e conta com grutas e cavernas.

## Política
Após vinte anos no comando de José Ferreira de Paula (Partido da Frente Liberal), o município iniciou 2009 no comando de Rudimar Barbosa Partido do Movimento Democrático Brasileiro, o qual veio a ser afastado do cargo de prefeito por suspeita de fraudes em processos licitatórios, assumindo o cargo de prefeito, em 2013, Ramon Campos.[carece de fontes?]
Rudimar Soares Barbosa, prefeito de 2009 a 2012, foi preso e condenado a nove anos e meio de prisão por fraude no transporte escolar e apropriação de recursos públicos, foi levado ao presídio regional de Montes Claros onde estavam outros ex-prefeitos também presos por desvio de recursos públicos e fraudes em licitações.

## Outros dados
- Temperatura: média anual: 26,30 graus centígrados; média máxima anual: 30,90 graus centígrados; média mínima anual: 17,50 graus centígrados.
- Latitude 15º6´7"S
- Longitude 44º5´30"W
- Índice médio pluviométrico anual: 947 mm

## Municípios vizinhos
| Norte: São João das Missões | Oeste: Januária e Pedras de Maria da Cruz | Leste: Jaíba e Matias Cardoso | Sul: Varzelândia e Jaíba |